# Makovo (distrikt)
Makovo (bulgariska: Маково) är ett distrikt i Bulgarien.   Det ligger i kommunen Obsjtina Tărgovisjte och regionen Tărgovisjte, i den nordöstra delen av landet, 260 km öster om huvudstaden Sofia. Antalet invånare är 298.